# Viggo Edén
Nils Viggo Edén, född 17 maj 1936 i Flens församling, Södermanlands län, död 9 februari 2015 i Ringsjö församling, Höör, Skåne, var en svensk matematiker, musiker (pianist, cembalist, dirigent)  och tonsättare. 
Som matematiker skrev Edén bland annat ett antal läroböcker. Som musiker var han verksam i Höör, där han var musikledare 1980–2001. Han spelade 1978 in Carl Nielsens pianoverk på skiva. Han medverkade ett flertal gånger i Sveriges Radio P2.

## Kompositioner
- Peer Gynt
- Sol och skugga
- HC Andersen - en opera
- En midsommarnattsdröm
- Kung Mattias I, opera efter böcker av Janusz Korczak (urpremiär 9 augusti 2012 i Höör)
- Tema för pianotrio och kammarorkester med tack till farbror Händel.